# 南国殖産

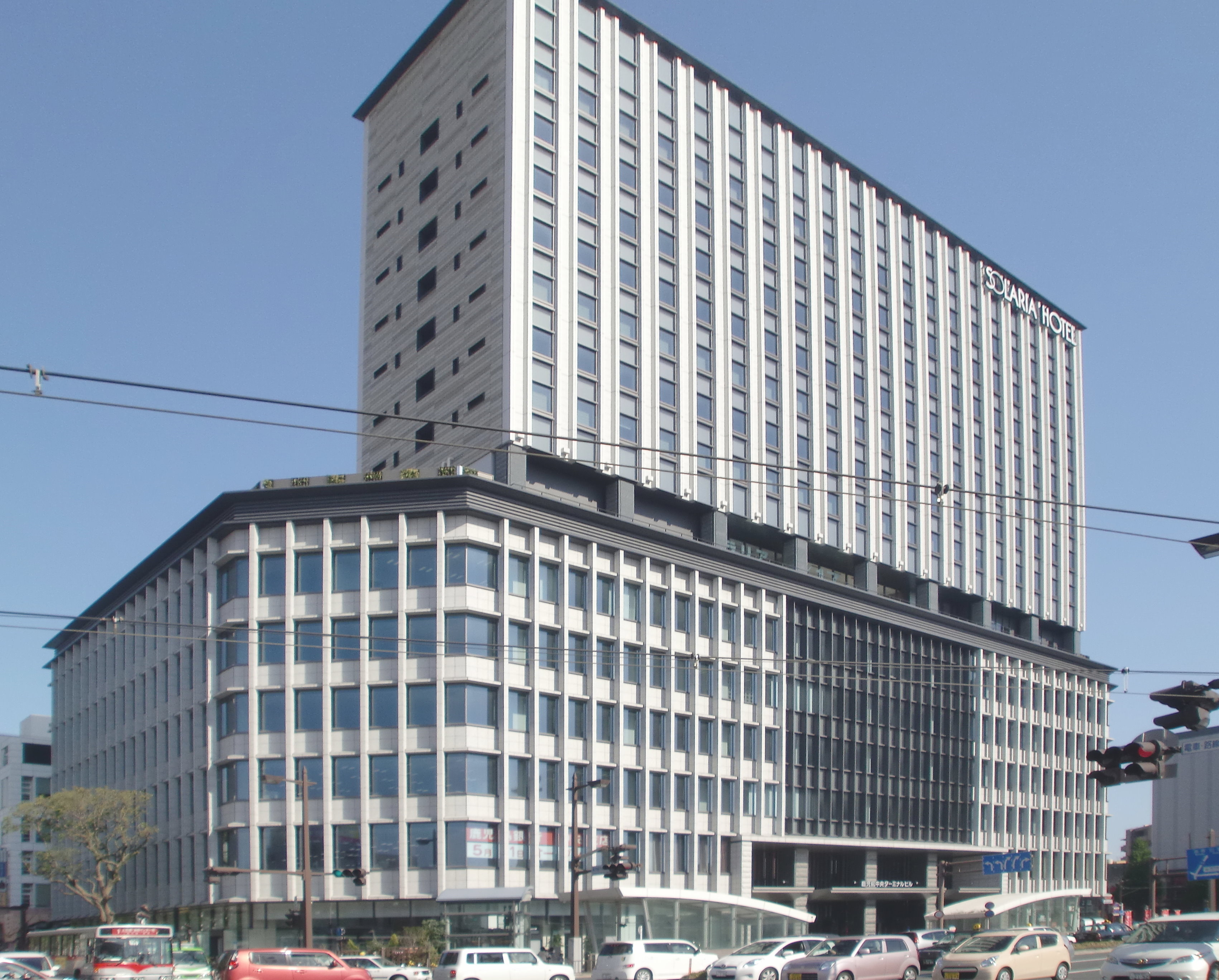
南国殖産が管理・運営を行っている鹿児島中央ターミナルビル

南国殖産株式会社（なんごくしょくさん）は、鹿児島県鹿児島市中央町に本社を置き、建設資材・資材設備・通信機器・燃料などを中心とする商社。

## 事業内容
建設資材事業本部（建設・土木資材の販売など）、機械設備事業本部（空調設備、上下水道・農業用水資材、建設機械の販売およびリースなど）、情報通信事業本部（携帯電話など）、再生可能エネルギー・電力事業本部（太陽光発電システム、蓄電池）、エネルギー事業本部（自動車用・工業用・航空用各種燃料、石油化学製品、自動車用品など）、都市開発事業部（都市再開発）、不動産事業部（土地・建物の売買および宅地開発）などがある。
- 鹿児島中央駅に隣接する中央町19・20番街区にある「中央駅一番街」を再開発し、7階までは商業施設などの上階にマンションを含めた24階建ての再開発ビルとして、鹿児島中央タワーが建設された。アミュプラザ鹿児島プレミアム館と当ビルを経由して南国センタービルまでつながるペデストリアンデッキも同時に設置予定[3]。
- 旧・鹿児島市交通局跡地（高麗町）を購入し、再開発を行う計画がある[4]。
- 南九州サンクス鹿児島進出1号店跡地（店舗自体は隣接する南国センタービル1階へ移転）を再開発し、2016年3月に南国アネックスを開業した[5]。

## 所在地
- 本店 - 鹿児島県鹿児島市中央町18-1南国センタービル5階
  - 鹿児島中央駅周辺再開発により、これまで本社が入居していた南国日本生命ビル（鹿児島県鹿児島市中央町11）の隣接地の空き地（鹿児島県鹿児島市中央町18-1）に南国センタービルを建設したのち、同センタービルに本社を移転した。鹿児島市交通局バスの後方に見える南国日生ビル

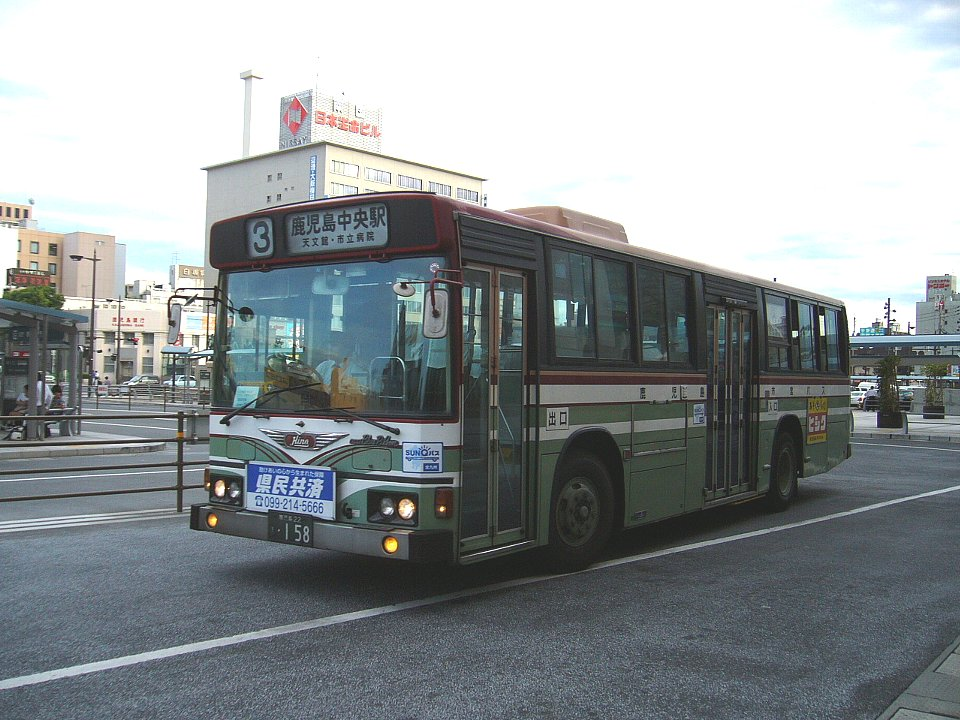
鹿児島市交通局バスの後方に見える南国日生ビル

  - 南国日生ビルには1階部分にバスターミナルが設置されていたが同ターミナルは2009年（平成21年）5月31日をもって閉鎖し、翌日から高速バスの一部の便はサンクス鹿児島中央駅前店跡[注釈 1]に暫定的に移転。その後は南国日生ビルを解体し、同ビルの跡地に地下1階・地上14階建てで1階部分をバスターミナルとし、その他各テナント・飲食店、7階以上をシティホテルの西鉄ソラリアホテルとした複合ビル（愛称：Reise（ライゼ））が2012年（平成24年）4月23日に開業した。
  - 本社は5階にあり、その他は子会社の企業を含むテナントに貸し出している。
- 福岡支社
支店 7箇所(東京・長崎・熊本・宮崎・川内・鹿屋・霧島)

## 沿革
- 1945年（昭和20年）
  - 3月 - 南国兵器株式会社として川内市（現・薩摩川内市）に設立。
  - 10月 - 南国殖産株式会社に社名変更。
- 1946年（昭和21年）10月 - 鹿児島営業所開設。セメントの販売開始。
- 1949年（昭和24年）12月 - 砿油類の販売開始。
- 1952年（昭和27年）2月 - 酒類販売開始。
- 1954年（昭和29年）12月 - 本社を鹿児島市築町に移転。
- 1957年（昭和32年）6月 - 航空給油事務所開設。航空機給油業務を開始。
- 1965年（昭和40年）11月 - 厚生代理店課新設。
- 1966年（昭和41年）11月 - 本社を鹿児島市武町431に移転。
- 1967年（昭和42年）12月 - 福岡営業所開設。
- 1970年（昭和45年）12月 - 地番が中央町11-5に変更。
- 1972年（昭和47年） - 開発班新設。
- 1973年（昭和48年）9月 - 東京事務所開設。
- 1974年（昭和49年）11月 - 福岡営業所を福岡支店に改称。
- 1977年（昭和52年）10月 - 鹿屋市に大隅営業所を開設。
- 1978年（昭和53年）1月 - 東京営業所を東京支店に改称。
- 1979年（昭和54年）11月 - 施設課は冷熱施設課に改称。
- 1980年（昭和55年）
  - 3月 - 鴨池事務所開設。機材課・冷熱施設課・医療一般機器課を鴨池事務局に移設。
  - 4月 - 経理部に電算システム課を新設。
  - 10月 - 都城営業所およびガス課を開設。
  - 12月 - 液化石油ガス（LPG）の小売販売開始。
- 1982年（昭和57年）
  - 厚生代理店課が保険課に改称。
  - 10月 - 重機課が建設産業機械課に改称。開発班がOAメディカル機器課に改称。
- 1984年（昭和59年）4月 - 経理部に財務課新設。
- 1986年（昭和61年）- 経理部電算システム課が解体し、システム開発室として発足。
- 1989年（平成元年）
  - 3月 - 熊本出張所・宮崎出張所開設。
  - 6月 - 福岡支店長崎営業所を開設。
- 1994年（平成6年）10月 - OAメディカル機器課は情報通信メディカル課に改称。
- 1996年（平成8年）
  - 4月 - 鹿児島県外事業所をそれぞれ宮崎支店・熊本支店・福岡支店・長崎支店・東京支店として統合。
  - 7月 - 南国殖産熊本（株）を合併し、熊本支店に統合。
  - 11月 - 鹿児島油槽所開設。
- 1997年（平成9年）10月 - 鹿児島県内事業所をそれぞれ国分支店・鹿屋支店・川内支店として統合。
- 2000年（平成12年）4月 - 情報通信メディカル課が解体し、新たに情報通信事業本部を新設。
- 2003年（平成15年）10月 - 酒類食品部門を株式会社南国アールエスリカーに分離。
- 2004年（平成16年）7月 - 建設資材部に建築営業課を新設。
- 2006年（平成18年）
  - 10月 - システム開発室を南国システムサービス株式会社に分離。機械設備事業本部にリフォーム課新設。財務課を資金出納課に統合。
- 2007年（平成19年）
  - 1月 - 都市開発事業部を新設。
  - 2月 - 新市名により国分支店から霧島支店に改称。
  - 7月 - 福岡支店を福岡支社へ昇格。
  - 10月 - 機械設備事業本部リフォーム課がハウジング課に改称。
- 2008年（平成20年）1月 - 総務部から人事課を分離し、人事部を新設。
- 2009年（平成21年）
  - 3月 - 「南国センタービル」竣工。
  - 5月 - 本社を南国センタービルに移転。
- 2015年（平成27年）5月 - 東京都新宿区に東京支店事務所を移転。
- 2016年（平成28年）4月 - 株式会社エコエナジーをグループ会社化。
- 2017年（平成29年）8月 - 南国不動産株式会社と株式会社サンロードを合併。
- 2020年（令和2年）4月 - かごしま水素ステーション開設。
- 2021年（令和3年）2月 - 東京都渋谷区代々木へ東京支店事務所を移転。
- 2023年（令和5年）10月 - 株式会社HMコーポレーションを合併　バイオマス推進事業部新設。

## 関連会社および事業
- 南国フーズサービス株式会社
- 南国建機サービス株式会社
- 株式会社焼酎維新館
- 南国ファイナンス株式会社
- 南国ビル株式会社
- 南国不動産株式会社
- 株式会社共和ガス燃料
- 南国採石株式会社
- 南国輸送
- 南国ホテルズ株式会社

### かごっまふるさと屋台村
2011年2月7日、廃館のままになっていた旧ホテルニュー鹿児島跡を買収、のちに建物を解体し「かごっまふるさと屋台村」の建設に着手。南国殖産により2012年4月26日にオープンした。しかし、旧屋台村は2020年末で閉鎖となった。
2022年夏に鹿児島中央ターミナルビル地下1階の南国ビルの所有部分に「かごっまふるさと屋台村」の名称や基本理念を継承した新屋台村が開設されることになった。運営はNPO法人「新鹿児島グルメ都市企画」が行う。

### かつての関連会社
- 南九州サンクス - (清算)